# Bernard Guyot
Bernard Guyot (19. listopadu 1945 Savigny-sur-Orge – 1. března 2021) byl francouzský závodník v silniční cyklistice.
Jako amatér vyhrál Tour de la province de Namur 1964, Tour de l'Yonne 1965 a v roce 1966 jako první Francouz v historii Závod míru. Získal také tři etapová vítězství na Tour de l'Avenir, na mistrovství světa v silniční cyklistice v roce 1967 byl v časovce družstev čtvrtý. Startoval také olympiádě v Tokiu 1964, kde skončil v závodě jednotlivců na 94. místě. V roce 1966 získal cenu Palme d'or du cyclisme pro nejlepšího francouzského amatéra roku.
Od roku 1967 závodil profesionálně. Vyhrál Tour du Morbihan 1967 a Boucles de la Seine 1969, byl druhý na Paříž–Nice 1967, kde vyhrál časovku, a Grand Prix des Nations 1967, třetí na Quatre Jours de Dunkerque 1967 a Tour de Picardie 1969. Na Tour de France startoval pětkrát: v roce 1968 obsadil 27. místo, v roce 1969 50. místo, v roce 1970 vzdal, v roce 1971 byl dvacátý osmý a v roce 1972 osmdesátý první. Na mistrovství Francie v silničním závodě jednotlivců byl třetí v roce 1969 a druhý v roce 1972.
Pocházel z cyklistické rodiny, jeho mladší bratr Claude Guyot se stal v roce 1967 vicemistrem světa v silničním závodě amatérů.